# Liris
Liris Fabricius, 1804 — род песочных ос из подсемейства Crabroninae (триба Larrini). Более 300 видов.

## Распространение
Всесветное. В Европе около 10 видов. Для СССР указывалось 2 вида.
В Палеарктике 17 видов, в России 6 видов.

## Описание
Промежуточный сегмент удлиненный. Задний край переднеспинки у большинства видов треугольный. Передние голени снаружи без щетинок. Гнездятся в земле, ловят сверчков (Grylloidea).

## Систематика
Более 300 видов (триба Larrini).
- Liris abbreviata (Turner, 1908)
- Liris agilis (F. Smith, 1856)
- Liris agitata (Turner, 1908)
- Liris atratus (Spinola, 1805)
- Liris australis (Saussure, 1855)
- Liris basilissa (Turner, 1908)
- Liris chrysonota (Smith, 1869)
- Liris commixta (Turner, 1908)
- Liris festinans (F. Smith, 1858)
- Liris haemorrhoidalis (Fabricius, 1804)
- Liris inopinatus Beaumont, 1961
- Liris melania Turner, 1916
- Liris niger  (Fabricius, 1775)
- Liris nigricans  (Walker, 1871)
- Liris nigripes  (Saussure, 1867)
- Liris obliquetruncata  (Turner, 1908)
- Liris opalipennis  (Kohl, 1898)
- Liris recondita  (Turner, 1916)
- Liris regina  (Turner, 1908)
- Liris serena  (Turner, 1908)
- Liris spathulifera  (Turner, 1916)
- Другие виды